# Rata (peix)
La rata, rata de mar (Uranoscopus scaber), rata de fons o saltabardissa és un peix de la família dels uranoscòpids. present a l'Atlàntic oriental, la mar Negra i la mar Mediterrània, incloent-hi Albània, Algèria, Bulgària, França, Irlanda, Itàlia, el Líban, Malta, Mauritània, el Marroc, Portugal (incloent-hi Madeira), Eslovènia, Espanya, Tunísia, Turquia i la Gran Bretanya.

## Morfologia

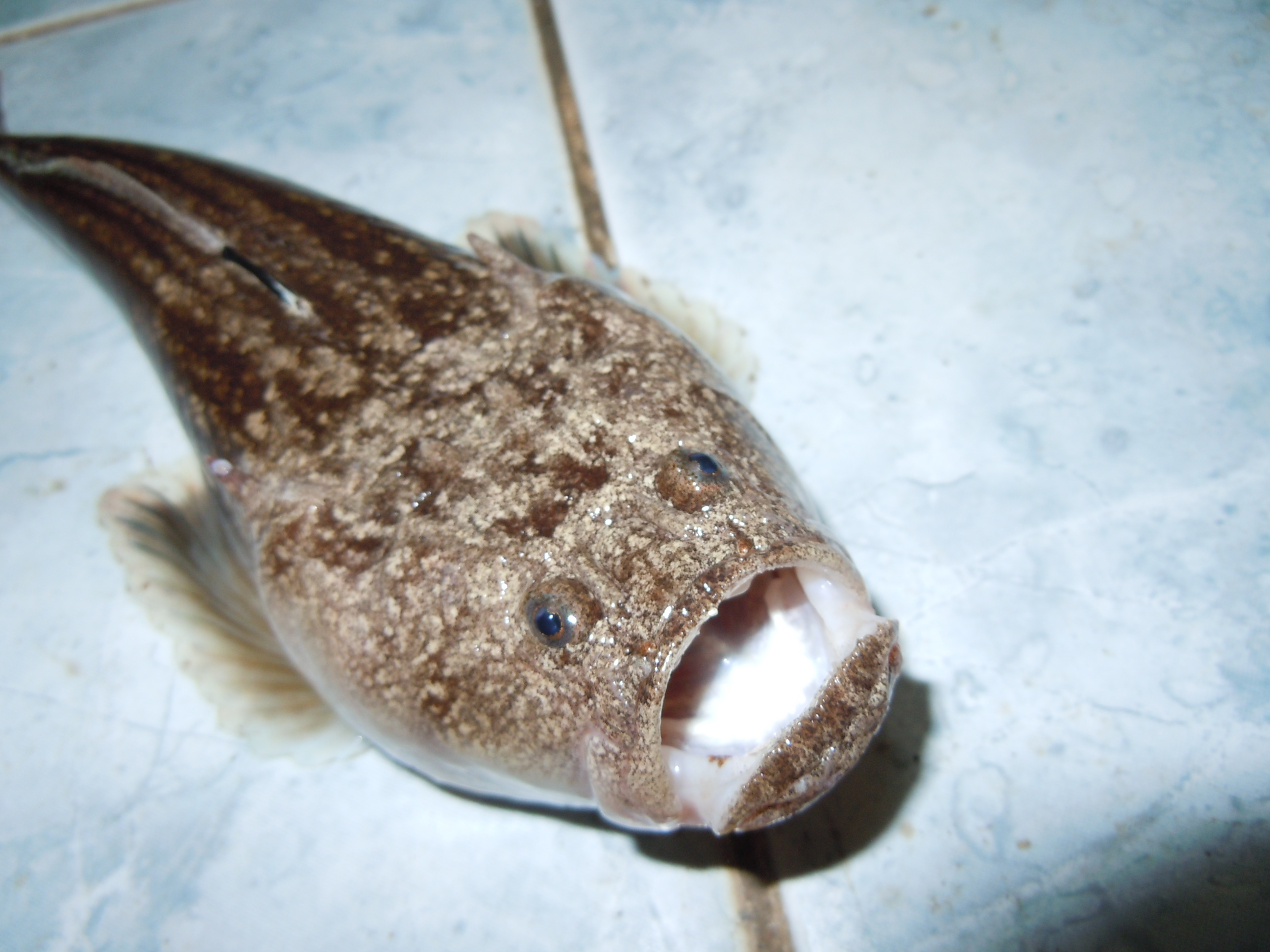
Vista frontal

Fa entre 20 i 40 centímetres de llargada màxima, encara que, el més normal, és que en faci 22. Pot assolir 940 grams de pes. Té el cos no comprimit i el cap més voluminós que el de les aranyes. El dors i els costats són de color marró grisenc amb línies longitudinals més o menys marcades. Ventre blanc groguenc i aletes ventrals i pectorals rosades. La primera aleta dorsal és negra com la de les aranyes —tot i que inofensiva— i sense espines. El cap és gros, cuboide i proveït d'espines. Té plaques dèrmiques grosses i fortes, els ulls situats a la cara superior del cap i quasi dorsals, la boca ampla, oberta cap a dalt i més obliqua que la de les aranyes. Presenta un fort fibló, sense glàndules verinoses, a la part superior de cada opercle. Té les aletes pectorals grosses. Té un aparell acústic que genera tant impulsos acústics com elèctrics de fins a 50 volts. Té un tentacle que mou per atreure les preses de la mateixa manera que ho fan els raps.
Les espines de la part superior poden infligir picades doloroses.

## Ecologia
El seu estat de conservació es considera de risc mínim. És un peix marí, bentònic i de clima subtropical, el qual viu entre 15 i 400 metres de fondària a la plataforma continental i el talús continental enterrat als fons de sorra i fang. En treu només els ulls i la boca, d'on surt un apèndix cutani que servei per atreure les possibles preses, les quals són engolides en dècimes de segon.
És d'hàbits bentònics i viu normalment colgat a la sorra o el fang (emergint-ne només els seus ulls mòbils) a l'espera de les seues preses.
Es nodreix de petits crustacis i peixos.
A Itàlia és depredat per la círvia (Seriola dumerili).
És ovípar i la fresa s'esdevé entre l'abril i l'agost. Els ous (d'uns 2 mil·límetres de diàmetre), larves i juvenils són pelàgics.

## Pesca, ús comercial i valor nutricional
És capturat amb bous d'arrossegament, soltes, tresmalls, palangres de fons, nanses i canya. i es comercialitza fresc. Té la carn blanca, comestible i, en general, per cada 100 g de porció comestible, presenta 1,5% de greixos, 21,9% de proteïnes, 101 quilocalories i 0,3 mil·ligrams d'àcids grassos omega 3. A l'octubre, el seu valor nutricional és lleugerament diferent: 1,2% de greixos, 17,5% de proteïnes, 1,7% de minerals i 81 quilocalories per cada 100 grams de porció comestible.